# Mausoleu de Mulay Ismail

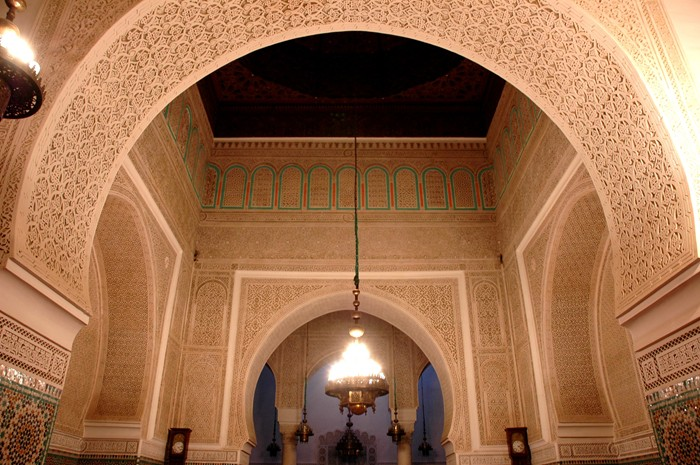
Sostre de la tomba de Mulay Ismail

El mausoleu de Mulay Ismail està situat al centre de Meknès, al Marroc.
Amb tres estances contigües, 12 columnes i un santuari central on jeu el gran sultà Mulay Ismail. El mausoleu recorda en alguns aspectes les tombes sadites de Marràqueix. Es va construir al segle xvii i fou reformat als segles XVIII i XX. La muller de Mulay Ismail i el seu fill, Mulay Ahmed al-Dahbi, així com el sultà Mulay Abder Rahman (1822-1859), descansen a la cambra funerària, decorada amb estucs i mosaics.

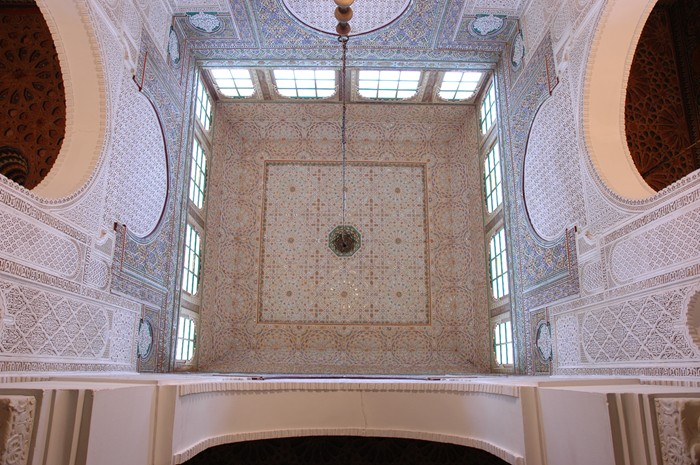
Sostre de la cambra funerària

L'entrada al mausoleu es fa a través d'una porta treballada, rematada per un teuladell i una coberta piramidal, marca la importància de l'edifici reial al qual dona accés.
De camí cap a la cambra funerària es travessen diversos patis buits, decorats sòbriament. El recorregut però permet deixar enrere el soroll del carrer.
La sala de les ablucions, amb rajols verds, és un pati quadrat amb una font i una pica en forma d'estrella. Les 12 columnes que l'envolten procedeixen de Volubilis.